# AlphaTauri AT03
O AlphaTauri AT03 é o modelo de carro de corrida projetado e desenvolvido pela Scuderia AlphaTauri para a disputa do Campeonato Mundial de Fórmula 1 de 2022, pilotado por Pierre Gasly e Yuki Tsunoda.